# 东方红水库 (莎车)
东方红水库，位于中华人民共和国新疆维吾尔自治区莎车县县城以西12千米处，是叶尔羌河流域内一座中型平原灌注式水库，通过叶尔羌河西岸的苏库恰克水库引水。水库建于1971年，1975年完工，2007年完成除险加固。水库分为上、下两库，总库容3800万立方米，其中上库1750万立方米，下库2050万立方米。大坝为均质土坝，主坝长13千米，最大坝高3米，正常水位水域面积19.2平方千米。水库承担着莎车县2万余公顷耕地的灌溉任务。